# 黃照芳
黃照芳（1938年9月10日—2022年1月9日）是台灣油畫家。
黃照芳出生於台灣嘉義縣，畢業於嘉義師範專科學校（現為嘉義大學），是一位專業的油畫家。
黃照芳的繪畫風格，唯美感性、浪漫純真且富藏變化，主題多為其親身旅遊世界各地的風光景緻與生活週遭事物小品，1993年自教職退休前，長年致力於推動台灣兒童繪畫的教學工作，並曾於1982年，榮獲中華民國美術教育類「師鐸獎」，自2009年起獲聘為國立雲林科技大學駐校藝術家。

## 生平
黃照芳出生於嘉義縣朴子鎮，父親為基層公務員。初中時由吳梅嶺啟蒙繪事，考入台北師範學校（今國立台北教育大學）美術科，受教於周瑛、楊三郎等人，畢業後返嘉義任教於嘉義市民族國小。1966年與沈秀香結婚，生有二女。1976年就讀嘉義師範專科學校畢業，1992年由民族國小退休。後成立「星期二畫會」。

## 相關鏈結
- 黃照芳的油畫世界